# Bitwa o twierdzę Haengju
Bitwa o twierdzę Haengju – starcie zbrojne, które miało miejsce dnia 14 marca 1593, w trakcie wojny koreańsko-japońskiej (1592–1598).
Po bitwie pod Pjongjangiem w styczniu 1593, wojska japońskie zostały zmuszone do odwrotu z Korei. Podczas odwrotu odniosły znaczące zwycięstwo nad armią mingowską pod Pyŏkjeyekiem, na północ od Seulu, ale ich ogólna sytuacja była niekorzystna: Chińczycy wciąż posiadali znaczne siły, a działani koreańskich partyzantów i floty admirała Yin Suna zagrażały japońskim liniom komunikacyjnym, zmuszając ich do dalszego cofania się.
Na drodze odwrotu znajdowała się leżąca 13 km od Seulu stara i zniszczona twierdza Haengju. Gubernator prowincji Chŏlla generał Kwŏn Yul, wiodący ok. 2300 żołnierzy (w tym oddział mnichów) zajął twierdzę i umocnił ją palisadami i fosami, oczekując okazji by uderzyć na Japończyków, ściganych przez wojska chińskie. Porażka tych ostatnich uniemożliwiła ten zamiar, a japoński dowódca, posiadający trzydziestotysięczną armię postanowił rozprawić się z zagrożeniem ze strony Kwŏna. Wczesnym rankiem 14 marca Japończycy podjęli szturm Haengju. Koreańczycy bronili się ostrzałem z łuków, broni palnej i rzucając bomby; przeciwko gęstym formacjom japońskich żołnierzy powoli wspinających się na strome stoki góry, szczególnie skuteczne okazały się baterie hwacha - wyrzutni rakietowych zdolnych wystrzlić kilkaset strzał na raz. Dzięki przewadze liczebnej Japończykom udało się zdobyć zewnętrzny wał twierdzy, ale mimo łącznie dziewięciu natarć, nie zdobyli umcnień wewnętrznych, tracąc (według niektórych źródeł koreańskich) nawet 10 tys. ludzi. 
Klęska pod Haengju zniwelowała efektu sukcesu pod Pyŏkjeyek. Na wieść o japońskiej klęsce, armia chińska podjęła ponownie marsz na Seul; oddziały japońskie, poważnie osłabione w walkach i na skutek chorób i kłopotów z zaopatrzeniem, zdecydowały się ewakuować stolicę i wycofać się na południe kraju.